# António Ramalho Eanes
António dos Santos Ramalho Eanes (Alcains, Castelo Branco, 25 de gener de 1935) és un portuguès militar i polític, President de la República entre 1976 i 1986.

## Biografia
Militar amb una llarga carrera, es trobava a Angola amb el grau de general combatent en la Guerra Colonial Portuguesa, quan va esclatar la Revolució dels clavells de 1974. En aquell moment es va unir al Moviment de les Forces Armades (MFA), que dirigia el procés, tornant a Portugal i sent nomenat President de la Rádio e Televisão de Portugal (RTP).
L'estiu de 1975 es va involucrar en el Grup dels Nou encapçalat per Ernesto Melo Antunes, que no va tenir molt suport i representava la facció moderada del MFA, rebutjava tant el model socialista de l'Europa de l'Est com el model socialdemòcrata de l'Europa Occidental, defensant un projecte socialista alternatiu basat en una democràcia política pluralista, en les llibertats, els drets i les garanties fonamentals.
Ramalho Eanes, com a tinent coronel, va dirigir les operacions militars que van neutralitzar l'intent de cop d'estat a Portugal de 1975 del 25 de novembre duta a terme per la facció més radical d'esquerra del MFA, projectant Eanes a l'avantguarda de la vida nacional. Ja general de quatre estrelles, va ser nomenat cap de l'estat major de l'exèrcit com a conseqüència immediata del seu paper en la neutralització dels sectors més radicals del cop d'estat.

### President de la República
Es va presentar a les eleccions presidencials de Portugal de 1976 les primeres després de l'enderrocament de la dictadura per la Revolució dels clavells, vencent en la primera ronda amb el 60,8% dels vots, i amb la victòria a les eleccions legislatives portugueses de 1976 Mario Soares fou nomenat Primer Ministre de Portugal. formant un govern en minoria amb la participació d'alguns independents. Davant una situació econòmica desastrosa, el govern de Soares emprengué mesures polítiques d'austeritat, les quals el feren molt impopular i generaren revoltes internes. El govern del primer ministre Mário Soares col·lapsant a l'agost de 1978 succeint-lo tres governs nomenats pel president i encapçalats per Alfredo Nobre da Costa, Carlos Mota Pinto i Maria de Lourdes Pintasilgo dels quals els dos primers també van col·lapsar per manca de suport parlamentari. Es van convocar eleccions  extraordinàries en 1979 i l'Aliança Democrática (AD) va formar govern amb Francisco Sá Carneiro al capdavant del govern, però en ser eleccions extraordinàries i el Parlament de mandat fix, el 1980 es van celebrar unes altres eleccions.
Ramalho Eanes va ser reelegit a les les eleccions de 1980 amb el 55,9%. Malgrat ser un independent, va comptar amb el suport principalment dels vots d'esquerra, la qual cosa li va permetre obtenir aquestes aclaparadores victòries. Amb la victòria d'AD a les eleccions legislatives, el socialista Francisco Sá Carneiro fou nomenat Primer Ministre de Portugal per segon cop. Després de la mort de Sá Carneiro, Diogo Freitas do Amaral, líder del CDS, va esdevenir primer ministre interí fins a l'elecció d'un nou líder del Partit Socialdemòcrata (PSD), i dies després, Francisco Pinto Balsemão va ser elegit líder del PSD i va prendre possessió del càrrec de primer ministre, però els seu govern fou molt inestable i amb la seva dimissió el president convocà eleccions anticipades.
El PS va guanyar les eleccions legislatives del 25 d'abril del 1983 amb un 36,0% dels vots, per davant del PPD/PSD, amb un 27,2%. El 9 de juny de 1983 va prendre possessió el govern de coalició encapçalat per Mário Soares de coalició entre el Partit Socialista i el Partit Socialdemòcrata (PSD), però Marcelo Rebelo de Sousa i altres militants socialdemòcrates oposats a l'estratègia moderada van posar en marxa una facció anomenada Ala Nova Esperança, que va facilitar el viratge dretà liberal del partit, l'elecció d'Aníbal Cavaco Silva com a president del PSD i la sortida del govern el 5 de juny de 1985. El PSD va guanyar les eleccions legislatives del 6 d'octubre del 1985, esdevenint així Cavaco Silva el nou Primer Ministre.
El 1985 Ramalho Eanes va fundar el Partit Renovador Democràtic. El 1986 no es va presentar a la reelecció com a President de la República, i va donar suport al costat del seu Partit i del Partit Comunista Portuguès al candidat Salgado Zenha.

### Després de la presidència
Es va convertir en President del seu partit el 1987, i va presentar una moció de censura el 3 d'abril de 1987 contra Aníbal Cavaco Silva va formar un govern compromès a dur a terme reformes estructurals en l'administració i direcció econòmica del país amb lleis marcades per l'entrada de Portugal a la Comunitat Econòmica Europea, aprovada amb els vots del Partit Socialista (PS), el Partit Comunista Portuguès (PCP) i el Moviment Democràtic Portuguès (MDP/CDE) i com a conseqüència, el govern va caure i el president de la República Mário Soares va dissoldre l'Assemblea i va convocar eleccions per al 19 de juliol, que guanyaria el Partit Socialdemòcrata per majoria absoluta, i Ramalho Eanes va dimitir de president del partit a causa dels mals resultats a les eleccions, però el partit mai pogué refer-se; de fet, no va obtenir cap escó a les eleccions legislatives portugueses de 1991 i va desaparèixer.